# Nam Co
| Tibetische Bezeichnung                    |
| ----------------------------------------- |
| Tibetische Schrift: གནམ་མཚོ་               |
| Wylie-Transliteration: gnam mtsho         |
| Offizielle Transkription der VRCh: Nam Co |
| THDL-Transkription: Namtsho               |
| Andere Schreibweisen: Namtso, Namco       |
| Chinesische Bezeichnung                   |
| Traditionell: 納木錯                      |
| Vereinfacht: 纳木错                       |
| Pinyin:Nàmù Cuò                           |

Der Nam Co (auch Namtsho oder Namtso; tibetisch གནམ་མཚོ་ Wylie gnam mtsho, chinesisch 納木錯 / 纳木错, Pinyin Nàmù Cuò; mongolisch Tengrinor „Himmelssee“) ist ein Salzsee im Autonomen Gebiet Tibet der Volksrepublik China.
Er liegt am nördlichen Fuß des Nyainqêntanglha-Gebirges in 4718 m Höhe an der Grenze zwischen den Kreisen Damxung (’dam gzhung; chinesisch 当雄, Pinyin Dāngxióng) und Baingoin (dpal mgon; chinesisch 班戈, Pinyin Bāngē) und ist mit einer Fläche von über 1967 Quadratkilometern nach dem Qinghai-See (Kokonor) der zweitgrößte Salzsee Chinas. Seine Ausdehnung von Osten nach Westen beträgt über 70 Kilometer, von Norden nach Süden über 30 Kilometer. Nach neueren Untersuchungen beträgt seine maximale Tiefe 125 m und etwa 50 % des Sees sind mehr als 90 m tief. Eine Halbinsel des Sees bildet Tashi Dor.

## Klima
Das Wetter am Nam Co ist wechselhaft und von starken Wetterumstürzen geprägt. Etwa 90 % des Niederschlags fällt im Sommer, in der Regel als Schnee oder Hagel. So können auch im August heftige Gewitter mit starkem Schneefall auftreten. Die Temperaturen schwanken zwischen −16 °C im Winter, wobei die Temperaturen auf bis zu −40 °C sinken können, und etwa 9 °C im Sommer, jedoch sind auch im Juli und August Temperaturen unter 0 °C möglich, wenn auch selten.
Aufgrund der Höhenlage und des daraus resultierenden, kalten Klimas friert der See im Dezember komplett zu, die bis zu 30 cm dicke Eisschicht bleibt bis Ende März bestehen. Bis weit in den Juli hinein können noch Eisschollen auf dem See treiben, im Sommer ist er jedoch eisfrei.
Im späten Pleistozän bildete der Nam Co gemeinsam mit dem Serling Tsho einen See mit einer Fläche von 28.900 Quadratkilometern.

## Bilder

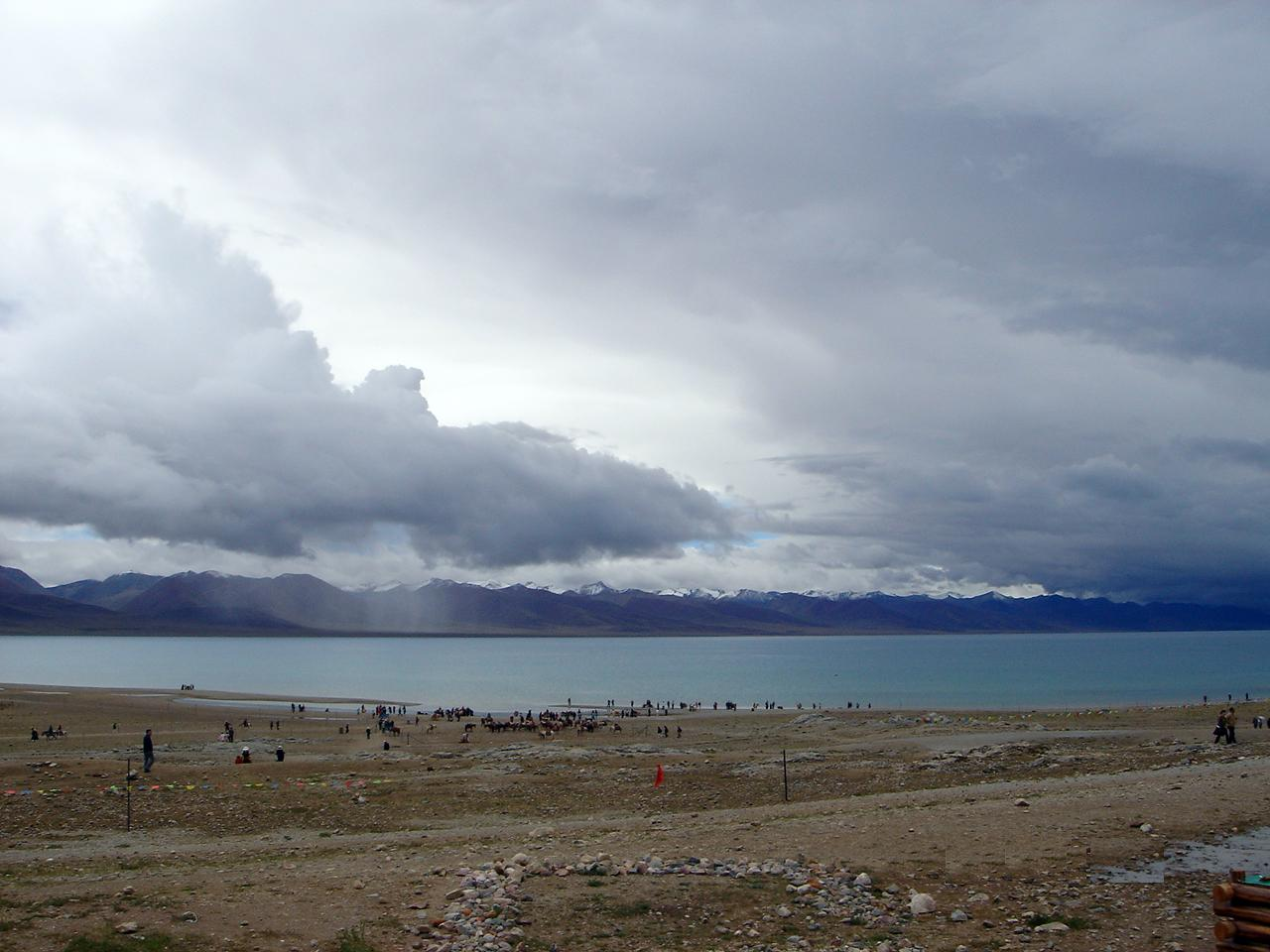
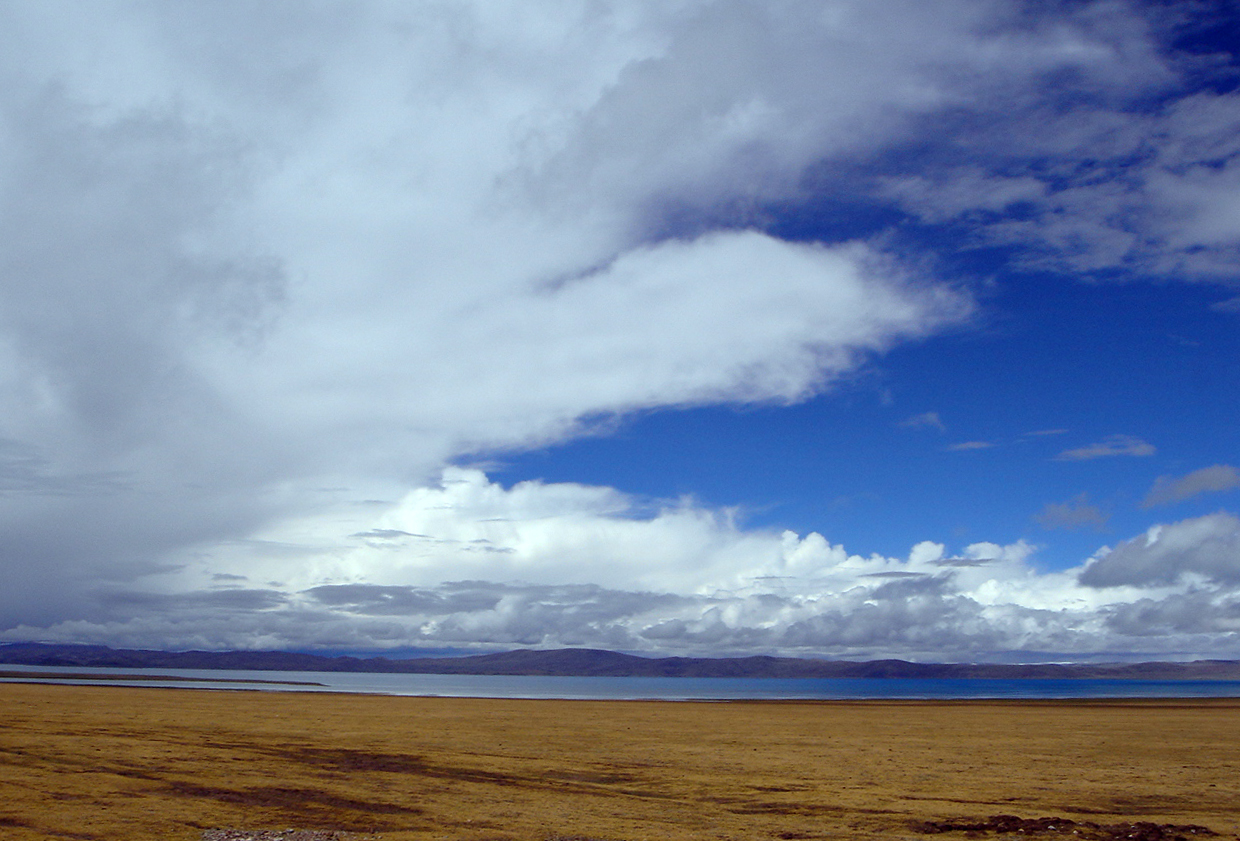